# Équipe de France de football en 1920
Chronologie
Saison précédente Saison suivante
L'équipe de France joue six matches en 1920 pour trois victoires et trois défaites. 
Le premier match a été contre l'Italie (18/01/1920) à Milan. La France perdit 9-4 :
- un premier but de Nicolas sur une passe de Bard
- un second but de Bard sur une reprise d'un centre de Dewasquez, lancé par Devic
- un troisième but de Bard sur une reprise d'un coup franc de Devic
- et enfin un quatrième but de Dubly, alors qu'ils sont menés 9-3, sur une passe de Bard

Le deuxième match a été contre la Suisse (29/02/1920) à Genève avec une victoire, 2-0, de la France :
- premier but de Dewasquez sur service de Darques
- deuxième but de Nicolas après une échappée de Dubly relayée par Bard

Le troisième match a été contre la Belgique (28/03/1920) à Paris pour une victoire de la France de 2-1 :
- premier but de Nicolas sur une passe de Bard relayée par gastiger
- deuxième but de Nicolas après une percée de Bard.

Le quatrième match a été contre l'Angleterre (05/04/1920) à Rouen avec une victoire anglaise de 5-0
Le cinquième match a été contre l'Italie (29/08/1920) à Anvers avec cette fois-ci une victoire française de 3-1;
- premier but de Boyer sur une récupération d'une balle perdue par Nicolas et tir.
- deuxième but de Nicolas sur un centre de Bard.
- et enfin troisième but de Bard après une percée et une passe de Boyer.

Et enfin le sixième match contre la Tchécoslovaquie (31/08/1920) à Anvers avec une défaite de la France 4-1 :
- un but de Boyer avec une reprise de la tête d'un corner tiré par Dubly.

## Les matchs
| Date            | Stade                               | Adversaire         | Score | Comp | Buteurs français                              |
| 18 janvier 1920 | Velodromo Sempione Milan, Italie    | Italie             | D 4-9 | A    | Nicolas (24e), Bard (28e& 44e) et Dubly (87e) |
| 29 février 1920 | Stade des Charmilles Genève, Suisse | Suisse             | V 2-0 | A    | Dewaquez (31e) et Nicolas (78e)               |
| 28 mars 1920    | Parc des Princes Paris, France      | Belgique           | V 2-1 | A    | Nicolas (16e& 79e)                            |
| 5 avril 1920    | Stade des Bruyères Rouen, France    | Angleterre amateur | D 0-5 | A    | -                                             |
| 29 août 1920    | Kiel Anvers, Belgique               | Italie             | V 3-1 | JO   | Boyer (10e), Nicolas (14e), Bard (54e)        |
| 31 août 1920    | Kiel Anvers, Belgique               | Tchécoslovaquie    | D 1-4 | JO   | Boyer (79e)                                   |

A : match amical. JO : Jeux olympiques de 1920.

## Les joueurs
| Joueurs                                                                 |    |    |    |    |    |    |
| Gardiens de but                                                         |    |    |    |    |    |    |
| Maurice Cottenet (Raincy Sports) (1re sélection)                        | 90 |    |    | 90 |    |    |
| Albert Parsys (US Tourquennoise) (dernière sélection)                   |    | 90 | 90 |    | 90 | 90 |
| Défenseurs                                                              |    |    |    |    |    |    |
| Alexis Mony (US Boulonnaise) (1re et dernière sélection)                | 90 |    |    |    |    |    |
| Pierre Mony (US Boulonnaise) (1re sélection)                            | 90 |    |    |    |    |    |
| Alfred Roth (AS Strasbourg) (1re et dernière sélection)                 |    | 90 |    |    |    |    |
| Édouard Baumann (Racing club de France) (1re sélection)                 |    | 90 |    |    | 90 | 90 |
| Marcel Vanco (CA Paris)                                                 |    |    | 90 | 90 |    |    |
| Lucien Gamblin (Red Star Club)                                          |    |    | 90 | 90 |    |    |
| Léon Huot (CA Vitry) (1re sélection)                                    |    |    |    |    | 90 | 90 |
| Milieux                                                                 |    |    |    |    |    |    |
| Louis Mistral (Red Star Club) (1re sélection)                           | 90 | 90 |    |    |    |    |
| Émilien Devic (Racing club de France)                                   | 90 |    |    | 90 |    |    |
| Louis Olagnier (Gallia Club Paris) (1re et dernière sélection)          | 90 |    |    |    |    |    |
| François Hugues (Red Star Club)                                         |    | 90 | 90 | 90 | 90 | 90 |
| Philippe Bonnardel (Gallia Club Paris) (1re sélection)                  |    | 90 |    | 90 |    |    |
| Charles Montagne (Olympique lillois) (3e et dernière sélection)         |    |    | 90 |    |    |    |
| Maurice Gravelines (Olympique lillois) (1re sélection)                  |    |    | 90 |    |    |    |
| Jean Batmale (Club français/US Amicale Clichy) (1re sélection)          |    |    |    | 90 | 90 | 90 |
| René Petit (Real Madrid) (uniques sélections)                           |    |    |    |    | 90 | 90 |
| Attaquants                                                              |    |    |    |    |    |    |
| Raymond Dubly (Racing Club de Roubaix)                                  | 90 | 90 | 90 | 90 | 90 | 90 |
| Paul Nicolas (Red Star Club) (1re sélection)                            | 90 | 90 | 90 | 90 | 90 | 90 |
| Jules Dewaquez (Olympique de Pantin/Olympique de Paris) (1re sélection) | 90 | 90 | 90 | 90 | 90 | 90 |
| Henri Bard (CA Paris)                                                   | 90 | 90 | 90 |    | 90 | 90 |
| Albert Rénier (Havre AC) (1re sélection)                                | 90 |    |    |    |    |    |
| Louis Darques (Olympique de Paris) (2d sélection)                       |    | 90 |    |    |    |    |
| Maurice Gastiger (FEC Levallois) (3e et dernière sélection)             |    |    | 90 |    |    |    |
| Maurice Mercery (AS Française) (1re et dernière sélection)              |    |    |    | 90 |    |    |
| Jean Boyer (CA Sports Généraux) (1re sélection)                         |    |    |    |    | 90 | 90 |